# Stade José-Gomes
 (mars 2025).
Le stade José-Gomes est un stade de football situé à Amadora au Portugal.
Le stade, inauguré en 1923, a une capacité de 9 288 places et pour club résident le CD Estrela nouveau club depuis la dissolution de l'Estrela da Amadora en 2011, puis le Club Football Estrela da Amadora depuis 2020.